# Socha svatého Libora (Určice)
Socha svatého Libora u obce Určice (okres Prostějov) je kamenná socha zobrazující čtvrtého biskupa francouzské diecéze Le Mans. Pochází z roku 1899, kdy ji nechala postavit rodina Vláčilových. Nachází se u silnice z Určic do Výšovic. Přímo v Určicích se, poblíž kostela, nachází podobná socha stejného jména.
Na podstavci je nápis Svatý Libore, oroduj za nás a reliéf sv. Anny s Pannou Marií. Žehnající svatý Libor drží v ruce své atributy, biskupskou berlu a Bibli. Od roku 2001 je netradiční socha chráněnou kulturní památkou České republiky.